# Kodeks Grolier

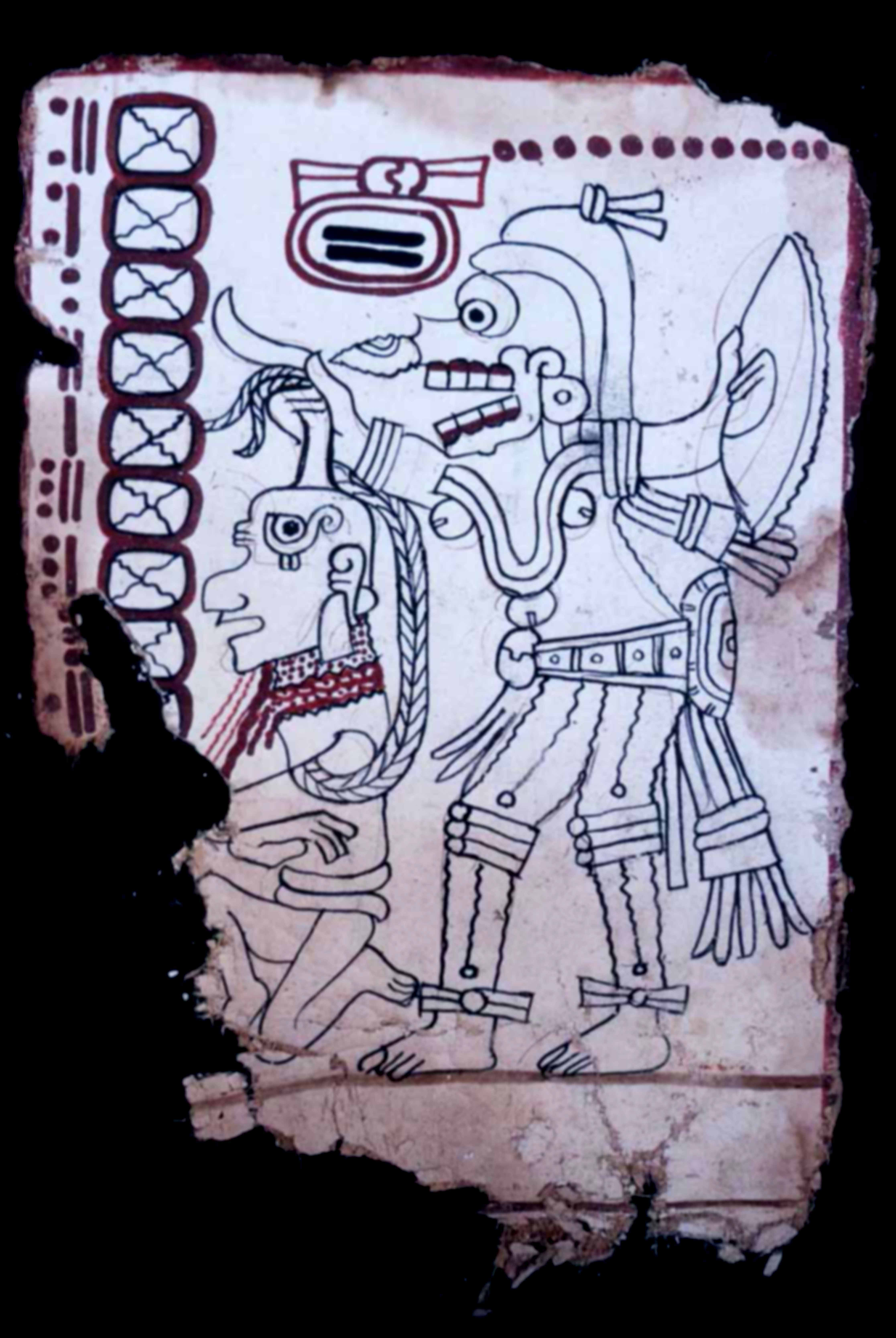
Strona 6 z Kodeksu, przedstawiająca boga śmierci z więźniem

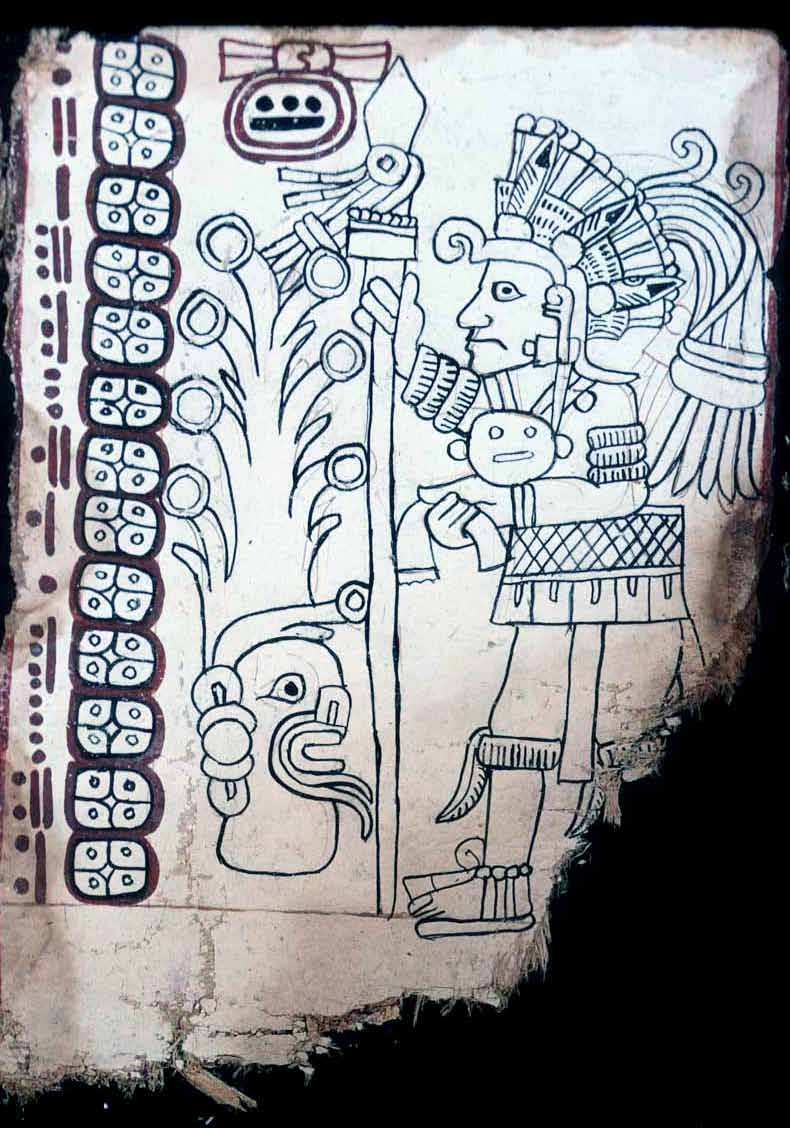
Strona 7 z Kodeksu, przedstawiająca wojownika stojącego obok drzewa

Kodeks Grolier (czasem także Kodeks Sáenz) – prekolumbijska księga astronomiczna, jeden z czterech znanych kodeksów Majów. Autentyczność dokumentu budzi wątpliwości. Kodeks po raz pierwszy pojawił się w prywatnej kolekcji w XX wieku, jego właściciel pokazał go publicznie w nowojorskim Grolier Club, od którego kodeks wziął swoją nazwę. Składa się z fragmentu majańskiej książki, zawierającego uproszczony opis astronomiczny wędrówki planety Wenus po nocnym niebie.
Jeśli kodeks jest autentyczny, byłby zaledwie czwartym znanym prekolumbijskim kodeksem Majów zachowanym do współczesności. Miał zostać odnaleziony w jednej z jaskiń w meksykańskim stanie Chiapas w latach 60. XX wieku, wraz z mozaikową maską oraz kilkoma niezapisanymi kartkami prekolumbijskiego papieru amate. Między 20 kwietnia a 5 czerwca 1971 roku był eksponowany w nowojorskim Grolier Club, obecnie znajduje się w mieście Meksyk. W 1973 roku Michael D. Coe opublikował wykonaną przez Grolier Club, zmniejszoną o połowę reprodukcję facsimile strony recto dokumentu w książce The Maya Scribe and His World (Skryba Majów i jego świat). Almanach Wenus zawarty w dokumencie przypomina pod względem struktury ten znany z kodeksu drezdeńskiego.
Kodeks zawiera elementy stylistyczne typowe dla kultury misteckiej, uznawany jest jednak za tekst pochodzący z obrębu kultury Majów. Wskazuje na to wykorzystanie papieru amate (w miejsce używanych przez Misteków wyprawionych skór jelenich pokrytych podkładem wapiennym) oraz wykorzystanie dat i cyfr zapisanych w formacie stosowanym w piśmie Majów. Powiązania misteckie mogą także wynikać z niedostatecznej współcześnie znajomości ikonografii Majów z wyżyn Chiapas w okresie postklasycznym.
Rękopis jest słabo zachowany; dające się odczytać strony zawierają przedstawienia postaci typowych dla ikonografii znanej ze środkowego Meksyku, zestawione z cyframi i datami zapisanymi za pomocą glifów pisma Majów. Kodeks znajduje się w zbiorach Narodowego Muzeum Antropologii w mieście Meksyk, jednak nie jest wystawiany na widok publiczny. Wydział Fizyki Narodowego Uniwersytetu Autonomicznego Meksyku poddał kodeks badaniom nieniszczącym w celu ustalenia jego autentyczności. Wyniki zostały opublikowane w 2007 roku i nie były jednoznaczne. Uznano, że dokument powstał przy użyciu autentycznych prekolumbijskich materiałów, jednak pewne elementy wzbudziły podejrzenia naukowców, zwłaszcza ślady zużycia dokumentu wyglądające, jakby zostały dokonane celowo. W konkluzji naukowcy uznali, że nie są w stanie ani potwierdzić ani obalić tezy o prekolumbijskiej proweniencji kodeksu.
W 2016 roku zespół majanistów pod kierunkiem Coe opublikował przegląd dotychczas opublikowanych badań dokumentu i uznał w podsumowaniu, że kodeks jest autentyczny.

## Cechy fizyczne
Kodeks Grolier jest składaną w harmonijkę książką napisaną na papierze z kory amate, obustronnie pokrytym warstwą stiuku i malowanym z jednej strony. Z dwudziestostronicowej księgi do współczesności zachowało się dziesięć stron; w przeszłości badacze wspominali o jedenastu zachowanych stronach, obecnie dwa z zachowanych fragmentów uznaje się za części jednej strony. W dolnej części rękopis mocno ucierpiał od wilgoci i erozji, dolna część każdej strony jest też mocno zabarwiona. Największy z zachowanych fragmentów stron mierzy 18 centymetrów wysokości, średnia szerokość zachowanych stron to 12,5 cm. Strony 4–6 dotrwały do współczesności w najlepszym stanie, wciąż połączone w jedną wstęgę papieru. Za brakujące uznaje się pierwsze osiem stron oraz ostatnie dwie.
Wraz z kodeksem odnaleziono pięć pojedynczych arkuszy papieru amate, niepokrytych stiukiem, silnie zbrązowiałych i poplamionych wodą. Dwa z nich przykleiły się do kodeksu, pozostałe trzy być może wcześniej również były jego częścią, jednak z czasem oddzieliły się. Na jednej z kartek widnieje pojedyncza czerwona linia, narysowana tym samym czerwonym hematytowym barwnikiem, co użyty w kodeksie. Do niego przyklejona mniejsza kartka takiego samego papieru. Poddano ją datowaniu metodą radiowęglową, z którego wynikło, że stworzono go około roku 1230 ± 130 lat. Jeśli datowanie odnosi się także do całego kodeksu, znaczy to, że powstał on w schyłkowych latach wczesnego okresu postklasycznego (ok. 950–1200), co czyniłoby z niego najstarszy znany współcześnie kodeks mezoamerykański. Brak inkrustacji i uszkodzeń od owadów wskazywałby, że przez stulecia kodeks przechowywany był w jakimś pojemniku. Stan uszkodzeń brzegów dokumentu ewidentnie kontrastuje z relatywnie dobrym stanem zachowania odnalezionych fragmentów kartek. Istnieje przypuszczenie, że kodeks został celowo uszkodzony, gdy wycofywano go z użycia jako obiekt rytualny, a nie tylko wyrzucony i zostawiony samemu sobie.

## Treść
Na każdej stronie rękopisu narysowano stojącą postać, z twarzą zwróconą w lewą stronę, dzierżącą w dłoniach broń; większość trzyma również sznur prowadzący do związanego nim jeńca, u stóp stojącej postaci. Kolory użyte do namalowania kodeksu to m.in. czerwień hematytowa, czerń, niebieskozielony, a także rozmyte czerwień i brąz. Tło jest białe. Lewa strona każdej stronicy zawiera ułożone w kolumnę glify pisma Majów oznaczające daty; tam, gdzie kolumna zachowała się w całości, dat jest 13. Każdemu glifowi daty odpowiada liczba zapisana systemem kresek i kropek. Sześć stron przedstawia uzbrojoną postać w towarzystwie jeńca (strony 1–4, 6 i 9), dwie (5 i 8) przedstawiają postać rzucającą lotkami w stronę świątyni. Strona 7 kodeksu pokazuje stojącego obok drzewa wojownika w biernej pozie. Strona 11 przedstawia boga śmierci wskazującego włócznią naczynie z wodą, w którym znajduje się ślimak. Strona 10 jest tak mocno uszkodzona, że identyfikacja postaci jest w praktyce niemożliwa. Opierając się na ocalałych fragmentach Michael D. Coe wyraził przypuszczenie, że mogła to być stojąca postać, ubrana w nakrycie głowy w kształcie wodnego ptaka i trzymająca atlatl. Postaci widniejące na każdej z zachowanych stron znacznie różnią się od tych znanych z innych majańskich kodeksów i przypominają bardziej te z kodeksów misteckich i tolteckich, wywodzących się ze środkowego Meksyku. Podobieństwo jest uderzające zwłaszcza w przypadku głów bogów śmierci przedstawionych w Kodeksie Grolier, które są niemal identyczne do tych widniejących w Kodeksie Laud i Kodeksie Fejérváry-Mayer, włącznie z pomalowanymi na czerwono zębami w pobliżu dziąseł.
Na każdej ze stron Kodeksu Grolier pojawia się siedem glifów reprezentujących dni tygodnia; ich styl różni się od znanego z pozostałych trzech kodeksów Majów, najbardziej przypomina ten z kodeksu drezdeńskiego. Glify ułożone są w pionowe kolumny i towarzyszą im liczby. Każda data odpowiada pojawieniu się Wenus na niebie. Podobnie jak almanach Wenus w Kodeksie drezdeńskim (strony 46–50), także Grolier dokumentuje wszystkie cztery jej stadia: pojawienie się na wschodzie na nocnym niebie jako Gwiazda Poranna po dolnej koniunkcji, znikanie przed górną koniunkcją 236 dni później, ponowne pojawienie się na zachodzie jako Gwiazda Wieczorna po 90 dniach i ponowne zniknięcie przed zajściem dolnej koniunkcji po kolejnych 250, trwające osiem ziemskich dni.
Wenus była jednym z najważniejszych ciał niebieskich dla religii ludów mezoamerykańskich, jej wędrówka po nocnym niebie była pilnie śledzona, a jej wschód nad widnokręgiem był wydarzeniem o dużym znaczeniu religijnym. Inaczej niż europejscy astronomowie, Majowie zdawali sobie sprawę, że „gwiazda poranna” i „gwiazda wieczorna” to to samo ciało niebieskie. Dokładnie udokumentowali także synodyczny okres obiegu Wenus, czyli okres od jednego jej początku widoczności na wschodzie do następnego. Współcześnie jego długość została określona na 583,92 dnia ziemskiego, w kalendarzach Majów wyznaczona na 584 dni. Dane liczbowe i kalendarzowe w Kodeksie Grolier odpowiadają danym zapisanym w kolumnach I do R Kodeksu drezdeńskiego i opisują kolejne okresy synodyczne wędrówki Wenus. Liczba podana na górze strony odpowiada ilości dni ziemskich do rozpoczęcia kolejnego okresu synodycznego, podanej jako różnica między dwiema datami w długiej rachubie.

## Odkrycie

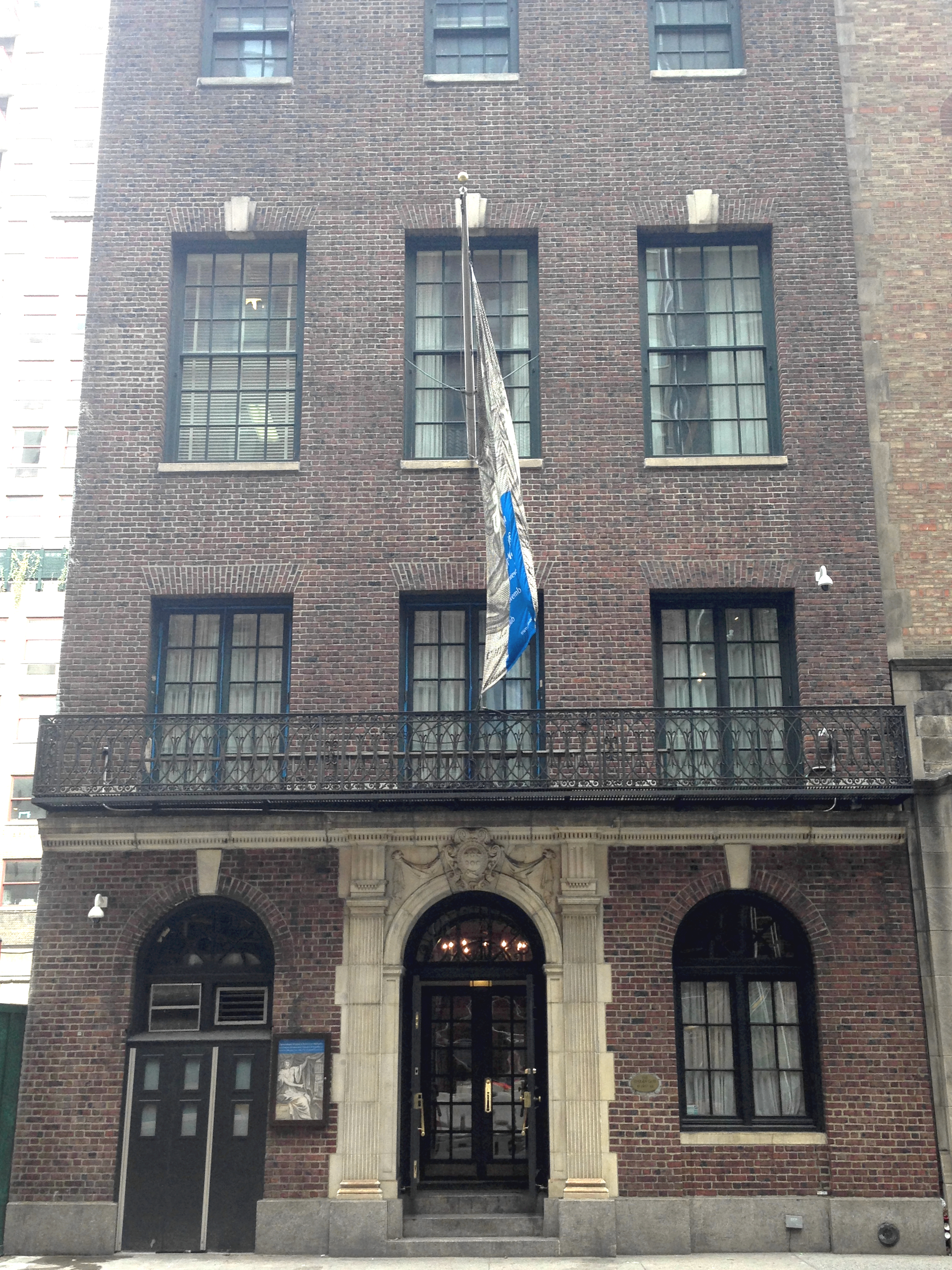
Kodeks po raz pierwszy prezentowany był w Grolier Club w Nowym Jorku (od niego pochodzi jego nazwa)

Kodeks miał zostać znaleziony w drewnianej skrzynce odkrytej w suchej jaskini na wzgórzach Chiapas, w pobliżu stanowiska archeologicznego Tortuguero; wraz z nim na tym samym stanowisku miano odnaleźć również turkusową maskę, obecnie znajdującą się w kolekcji Dumbarton Oaks. W 1965 roku meksykański kolekcjoner Josué Sáenz został zabrany samolotem turystycznym na odległy pas startowy zlokalizowany gdzieś u podnóży gór Sierra Madre de Chiapas, w rejonie Tortuguero w stanie Tabasco. Busola samolotu przykryta została tkaniną, jednak Sáenz domyślił się przybliżonej lokalizacji na podstawie topografii okolicy. Na lotnisku dwóch mężczyzn okazało mu kodeks oraz kilka innych artefaktów zrabowanych z nieznanych stanowisk oraz zapewniło go, że przed zakupem będzie mógł zabrać przedmioty do Meksyku w celu weryfikacji ich autentyczności. Sáenz skonsultował się z ekspertem, który orzekł, że znaleziska są falsyfikatami, jednak ten i tak je zakupił, a w 1971 roku zezwolił Michaelowi D. Coe na prezentację kodeksu w Grolier Club. W pięć lat później prokurator generalny Meksyku, powołując się na układ o znaleziskach archeologicznych zawarty między Stanami Zjednoczonymi a Meksykiem w roku 1970, doprowadził do konfiskaty kodeksu i przewiezienia go na powrót do Meksyku. Sáenz oficjalnie podarował kodeks rządowi tego państwa. Obecnie jest on przechowywany w skarbcu Narodowego Muzeum Antropologii w mieście Meksyk, jednak nie jest udostępniany publiczności . Jeśli opowieść o znalezieniu kodeksu w jaskini jest prawdziwa, byłby on jedynym prekolumbijskim kodeksem mezoamerykańskim odnalezionym w XX wieku, jeśli nie liczyć niewielkich fragmentów odnalezionych przez archeologów.

## Kwestia autentyczności
Angielski majanista J. Eric S. Thompson w swoim artykule The Grolier Codex, opublikowanym w 1975 roku, w 27 tomie Contribitions of the University of California, wyraził poważne wątpliwości co do autentyczności kodeksu Grolier. Uznał go za współczesne fałszerstwo, a pomieszanie stylów majańskich i misteckich uznał nie za efekt przenikania się tych kultur, a za wynik pracy fałszerza. Wątpliwości Thompsona wzbudził też fakt, że w kodeksie bogata warstwa ilustracyjna towarzyszyła wszystkim czterem stadiom wędrówki Wenus po niebie, a nie tylko jej pojawianiu się jako gwiazdy zarannej, uznawanej przez majanistów za najważniejszą dla prekolumbijskich kultur Mezoameryki, na co miały wskazywać cztery inne zachowane kodeksy mezoamerykańskie o tematyce astronomicznej. Wiele lat później nowe światło na tę kwestię rzuciła analiza Kodeksu Telleriano-Remensis, z której wynika, że bóg gwiazdy porannej przyświecał także gwieździe wieczornej, więc ten koncept był znany mieszkańcom Ameryki w okresie prekolumbijskim. Jest pewne, że treść dokumentu nie została skopiowana z żadnego znanego kodeksu mezoamerykańskiego, choć istnieją wyraźne paralele między nim, a stronami 46–50 Kodeksu drezdeńskiego.
Mimo wątpliwości podnoszonych przez Thompsona w latach 80. i 90. XX wieku wielu badaczy uznawało kodeks Grolier za autentyczny; wśród nich John B. Carlson, Jurij Knorozow, Thomas A. Lee Jr., Jesús Ignacio Mora Echeverría, George E. Stuart i Karl Taube. W 2000 roku precyzja danych zawartych w almanachu Wenus przekonała niemieckiego epigrafika Nikolaia Grubego o autentyczności dokumentu. Jednak dwanaście lat później, w swojej publikacji ten sam autor nazywa go fałszerstwem. W 2002 roku francuski archeolog Claude-François Baudez za rozstrzygające na niekorzyść autentyczności kodeksu uznał wątpliwości zgłaszane już wcześniej przez Thompsona: w kodeksie opisowi astronomicznemu nie towarzyszy wyjaśnienie, czy opisywany fenomen należy traktować jako dobry czy zły omen, a więc jako taki najwyraźniej nie zawiera treści przydatnych we wróżbiarstwie, byłby więc bezużyteczny dla kapłanów majańskich. Zdaniem Baudeza świadczy to o tym, że fałszerz użył autentycznych materiałów prekolumbijskich, jednak miał niewielkie pojęcie o tym, do czego Majowie używali swoich kodeksów. Na tle innych znanych materiałów stworzonych w świecie Majów Kodeks Grolier wyróżnia się zarówno przedstawieniem w bardzo zuniformizowany sposób postaci bogów i herosów, niemal całkowitym brakiem tekstu hieroglificznego, ale także brakiem imion przedstawionych bóstw czy brakiem oznaczenia kierunków świata. W artykule opublikowanym w 2003 roku zespół autorów (wśród których był m.in. majanista Stephen D. Houston) stwierdził, że nietypowa warstwa ikonograficzna i brak tekstu są wynikiem silnego wpływu kultur środkowego Meksyku, a nie fałszerstwa.
Datowanie metodą radiowęglową niepokrytej stiukiem kartki papieru amate znalezionej wraz z kodeksem wskazują na XIII-wieczne pochodzenie kodeksu. Z drugiej strony niektóre źródła twierdzą, że w suchych jaskiniach znajduje się duże ilości podobnych niezapisanych kart prekolumbijskiego papieru, co oznacza, że fałszerz nie miałby większych trudności ze znalezieniem autentycznego materiału do wykonania sfałszowanej księgi. Z trzeciej – znaleziska tego typu nie zostały jak dotąd potwierdzone przez naukowców. Przeciwko autentyczności przemawiać ma również fakt, że rękopis zapisano jedynie z jednej strony, podczas gdy trzy pozostałe znane współcześnie kodeksy Majów pisane są z obu stron. Jednak Michael Coe zauważa, że część kodeksów mezoamerykańskich spoza kręgu kulturowego Majów przez długi okres musiała być zapisana jedynie z jednej strony, nim na odwrocie dopisano do nich drugą część, stylistycznie odmienną od tej na odwrotnej stronie. Claude-François Baudez w swoim artykule z 2002 roku uznaje fakt zapisania kodeksu tylko z jednej strony za nieistotny dla ustalenia jego autentyczności, bowiem wiele innych tekstów mezoamerykańskich również posiada tylko jedną stronę zapisaną. Wątpliwości badaczy wzbudza również ikonografia samego kodeksu, a także historia o jego rzekomym nabyciu przez Sáenza od nieznanego człowieka na odległym pasie startowym, którą archeolog Donna Yates określiła mianem fantastycznej. W 2012 roku autentyczność dokumentu wciąż wzbudzała kontrowersje, chociaż John B. Carlson przywołał w swoim artykule nowe dane zdające się potwierdzać jego autentyczność, przede wszystkim wyniki datowania radiowęglowego próbek z samego kodeksu (przeprowadzonego w 2002 roku) oraz swoje własne analizy epigraficzne i ikonograficzne.
W grudniu 2015 roku Michael Coe oraz Mary Miller, Stephen Houston i Karl Taube opublikowali kolejny tekst , w którym opowiedzieli się po stronie zwolenników tezy o autentyczności Kodeksu Grolier, choć nie przedstawili żadnych nowych dowodów. Te opublikowała Donna Yates, profesor Uniwersytetu w Glasgow specjalizująca się w przestępstwach na rynku sztuki i fałszerstwach. Z jej badań wynika, że nacięcia papieru, które inni autorzy wzięli za znak współczesnego sztucznego postarzania dokumentu, są w istocie typowymi uszkodzeniami papieru dokonanymi przez gipsowy stiuk, którym pokrywano karty papieru amate, by je wybielić. Badaczka podkreśliła także, że analiza chemiczna nie potwierdziła użycia w dokumencie żadnych współczesnych barwników, znaleziono na nim za to ślady błękitu majańskiego, powszechnie wykorzystywanego w czasach prekolumbijskich, natomiast niezmiernie trudnego do odtworzenia we współczesności. Jej zdaniem za autentycznością przemawia także fakt, że postaci zdobiące kodeks stworzono według tych samych reguł kompozycyjnych, co wiele postaci znanych z fresków Majów, datowanie metodą radiowęglową konsekwentnie wskazuje na XII–XIII wiek, a autentyczność pozostałych przedmiotów znalezionych rzekomo wraz z kodeksem nie budzi wątpliwości.

## Ikonografia

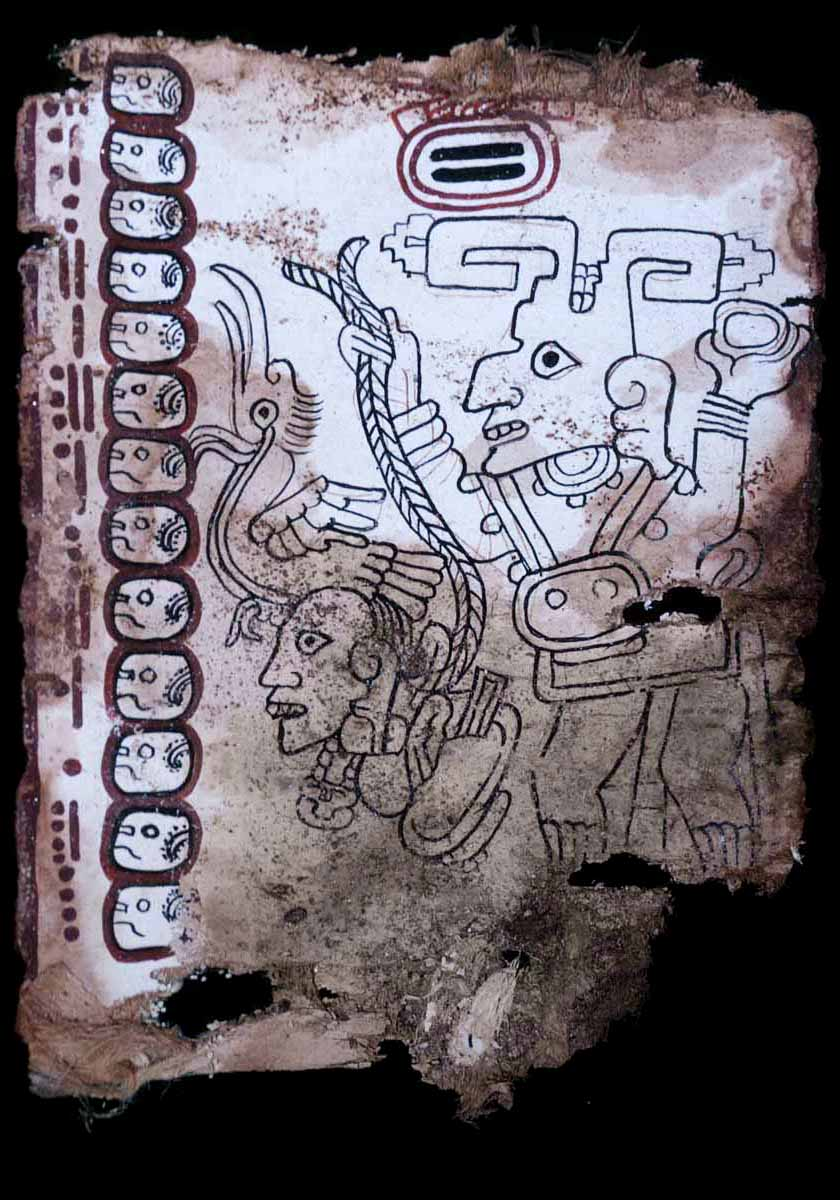
Bóg przedstawiony na stronie 9. był nieznany nauce w momencie odkrycia Kodeksu, dopiero później znaleziono dwa podobne przedstawienia. Jest to jeden z argumentów na rzecz autentyczności manuskryptu

Niektóre cechy treści dokumentu nie znajdują paralel w innych zachowanych artefaktach prekolumbijskich, analiza ikonograficzna wskazuje także na pewne niespójności, co rodzi pytania o autentyczność kodeksu. W zapisie liczb jednostki zapisano z wykorzystaniem majańskiego systemu kropek i kresek, gdzie kreska oznacza cyfrę 5, a kropka cyfrę 1. Jednocześnie jednak wielokrotność 20 oznaczono nie systemem powszechnym wśród Majów, ale sposobem notacji liczb wykorzystywanym w środkowym Meksyku: przykładowo w jednym z wierszy zamiast dwóch kresek i kropki na oznaczenie liczby 11 pojawia się jedenaście kropek. Niektóre liczby zapisane systemem Majów otoczono kartuszem ozdobionym w górnej części symbolem węzła. Podobny kartusz z węzłem jest wykorzystywany do zapisu liczb w Kodeksie drezdeńskim, jednak tam zapis ten pełni ściśle określoną funkcję: wskazuje wsteczne odliczanie czasu od roku zerowego w wielkim cyklu długiej rachuby (jako taki kartusz ten pełni tam podobną funkcję do określenia p.n.e. stosowanego w zapisie niektórych dat kalendarza gregoriańskiego). Tymczasem w Kodeksie Grolier, gdzie liczbami oznaczone są odstępy między pozycjami Wenus, takie wykorzystanie kartusza wydaje się nie mieć sensu, choć niektórzy badacze zasugerowali, że oznaczają one, iż kodeks można czytać zarówno od przodu, jak i od tyłu, lub też że jest to sposób zapisu różnicy w dniach ziemskich między jednym a drugim wydarzeniem.
Na kartach Kodeksu Grolier jeńcy ukazani są ze sznurami zawiązanymi wokół szyi, a nie – jak to ma miejsce w większości znanych przedstawień mezoamerykańskich – ze związanymi nadgarstkami lub rękoma. Uwagę zwraca fakt, że na niektórych kartach pojawiają się bóstwa (na stronach 1–2, 4–6 i 9), natomiast na innych przedstawiono śmiertelnych wojowników bez nadprzyrodzonych atrybutów (na stronach 3, 7 i 8). Zarówno bogowie, jak i śmiertelnicy, wykonują te same czynności: biorą do niewoli jeńców lub zdobywają jakieś terytoria (co symbolizuje gest przebijania włócznią symbolu świątyni). Choć w warstwie tekstowej kodeks opisuje przejścia Wenus, żadna z postaci przedstawionych na zachowanych kartach nie jest przedstawiona z atrybutami wiązanymi powszechnie z tą planetą w ikonografii Majów czy, szerzej, ludów Meksyku. Co również wyjątkowe, na stronie 9 przedstawiono związanego jeńca ujętego w perspektywie, z wysokości. Francuski mezoamerykanista i ikonograf Claude-François Baudez uważa, że perspektywa była obca sztuce mezoamerykańskiej. Kolejną zagadką jest Bóg K (K'awiil): przedstawiony jest dwukrotnie na kartach kodeksu, jednak zamiast zwyczajowych zębów jadowych węża posiada typowo ludzkie siekacze.
Bóstwo o rozdwojonej głowie, przedstawione na stronie 9. kodeksu, to Bóg Gór. W latach 60. był to jedyny znany wizerunek tej postaci, jednak od tego czasu podobne przedstawienia znaleziono na stanowiskach archeologicznych Tancah i Pasión del Cristo. Zespół badaczy pod kierunkiem Michaela Coe uznał, że jest bardzo mało prawdopodobne, by fałszerz mógł wiedzieć o istnieniu takiego bóstwa, nim zostało ono opisane w wyniku znalezisk w innych miejscach.

## Badania fizyczne materiałów
Papier amate wykorzystany do sporządzenia kodeksu wydaje się być autentycznym papierem prekolumbijskim z ok. XIII wieku. Potwierdził to szereg badań metodami nieniszczącymi wykonanych w celu potwierdzenia autentyczności kodeksu. Ich wyniki opublikowano w 2007 roku . Z analizy wynika, że do sporządzenia dokumentu użyto wyłącznie prekolumbijskich materiałów, brak jest śladów użycia współczesnych materiałów nieorganicznych.
Przy okazji badań ujawniono jednak kilka niezgodności, przede wszystkim nacięcia na krawędziach strony części badaczy wydały się pochodzić od nacięć nożem mających być może sztucznie postarzyć dokument; badacze zauważyli także, że przebarwienia od wilgoci widoczne są jedynie na powierzchni i nie wnikły w strukturę papieru. Ostatecznie autorzy badań nie mogli poprzeć lub obalić tezy o prekolumbijskiej proweniencji kodeksu. Zwrócili jednak uwagę, że – co nietypowe wśród prekolumbijskich manuskryptów – barwy użyte do jego ozdobienia współcześnie wciąż wyglądają na niespłowiałe.
Kodeks został przebadany w Instytucie Fizyki w Narodowego Uniwersytetu Autonomicznego w Meksyku za pomocą pelletronu o mocy trzech megaelektronowoltów. Wykonano także dokumentację rękopisu w świetle ultrafioletowym, reflektogram w podczerwieni i zdjęcia pod mikroskopem optycznym, zbadano także emisję promieniowania rentgenowskiego (PIXE) oraz spektrometrię metodą Rutherforda (RBS). Celem badań było porównanie materiałów wykorzystanych do stworzenia kodeksu z innymi tekstami prekolumbijskimi.
Badania wykazały, że papier pokryto warstwą gipsu, materiału wykorzystywanego jako podkład malarski od starożytności. Analiza RBS wykazała, że czarny barwnik sporządzono na bazie węgla, co jest zgodne z praktyką twórców innych prekolumbijskich kodeksów. Czerwony barwnik to czerwień ochrowa, pigment na bazie żelaza. W dokumencie zachowało się bardzo niewiele śladów niebieskiego barwnika, nie udało się też znaleźć potwierdzenia, że był nim charakterystyczny majański błękit. Z analizy metodą PIXE wynika, że ślady błękitu nie zawierają kobaltu i że błękitny barwnik sporządzono na bazie gliny. Skład atomowy barwnika jest zgodny z pałygorskitem, głównym składnikiem błękitu majańskiego, jednak nie jest wykluczone, że był to inny minerał, choćby lapis lazuli. Wynikiem badania było potwierdzenie, że dokument zawiera autentyczne prekolumbijskie materiały, jednak fakt ten nie wystarcza do potwierdzenia lub zaprzeczenia autentyczności Kodeksu Grolier.